# Saasha
Saasha（さーしゃ、1988年11月1日 - ）は、日本の女性アーティスト、タレント。
北海道出身。F.FACTORY JAPAN所属。

## 略歴
- ミス東スポ - グランプリ（2016年）[2][3]

## 出演

### タイアップ
- DIAMOND TV番組挿入歌 / オリジナル曲「Shining like the sun to the day」（2017年8月、チバテレビ）
- CarXs エンディングテーマ（2016年2月 - 、TOKYO MX・テレビ埼玉・とちぎテレビ・群馬テレビ）[4]

CD
- デビュー1stミニアルバム「Flapping」/ UNION NUSIC JAPAN（2017年11月）

### テレビ
- メンズスタイル（2019年3月、TOKYO MX TV）
- 全国音楽情報TV「MUSIC B.B.」(Raniとガヤ飲み) (2018年1月)
- Music B.B. 「#972-B.B.HEADLINE-」～RECOMMEND～（2017年11月）
- シャキット!（2017年11月、チバテレビ・テレビ神奈川・テレビ埼玉）
- ONGAX（2017年10月・11月、チバテレビ）
- THEカラオケ★バトル（2017年6月、テレビ東京）
- めざましテレビ（2016年12月、フジテレビ）
- 達人道（2016年9月、テレビ神奈川・テレビ埼玉）[5]
- 西口EX チャンネル EXスーパーアイドルQUEEN（2016年5月、スカパー! 275・282ch）
- 真夜中のおバカ騒ぎ!（2016年3月、TOKYO MX・千葉テレビ）[6][7][8][9][10]
- Car✩Xs（2016年1月 - 、TOKYO MX・テレビ埼玉・とちぎテレビ・群馬テレビ）[11]
- モデルプレスTV by ひかりTV4K（2016年1月 - ）[12][13]
- エイジハラスメント（2015年7月 - 2013年、テレビ朝日） - 女性社員 役
- めちゃ×2イケてるッ!（2015年4月 フジテレビ） - お客さん 役
- 若者たち（2014年9月、フジテレビ） - 音楽関係者

CM
- スタインラガー東京ドライ（2019 年4月～）

### 新聞WEB
- DroneTimes（2018年11月）
- DroneTimes（2018年10月）
- 産経新聞・産経ニュース「学ナビ」（2018年9月）
- 東スポ「東スポカップ」(2018年10月)
- WWSchannel (2018年8月)
- 報知新聞/北海道版（2018年4月)
- DroneTimes(2018年4月11日)
- DroneTimes（2018年3月26日）
- DroneTimes（2018年2月12日)
- DroneTimes（2018年2月6日）
- DroneTimes（2017年11月14日)
- 夕刊フジ(zakzak)WEBニュース(2018年1月)
- 夕刊フジ(2018年1月)
- 産経新聞(2017年11月)
- Yahoo!JAPANニュース(2017年11月)
- マイナビティーンズ
- 音楽ナタリー
- BARKS
- UtaTen
- グノシー
- エキサイト
- gooニュース
- 東京スポーツ「デビュー1stミニアルバム：Flapping」（2017年11月）
- 東京スポーツ「Xmasライブ」（2016年12月）[14]
- 東京スポーツ「江戸川ボート」（2016年9月）[15]
- 東京スポーツ「名古屋競輪」（2016年3月）[16]
- 東京スポーツ「映画大賞授賞式」（2016年3月）[17]
- 東京スポーツ「プロレス大賞授賞式」（2016年1月）[18]
- 東京スポーツ ミス東スポ2016（2016年1月）
- 東京スポーツ ミス東スポ2015（2015年7月）

### 雑誌
- ゼクシィ首都圏9月号 ラヴィス・ヴィラ・スイート（2015年7月）
- 漫画アクション 双葉社 ミスアクション2016（2015年7月）

### ラジオ
- レディオ湘南「オトナでつながるキミとボク」（2018年11月）
- CLOVER MEDIA「五十嵐はるみのヤンキーミュージック」（2018年11月）
- 下北FM「新橋開運堂」（2018年5月）
- FMおたる「Let’s ゴージャスMonday!」（2018年5月）
- レディオ湘南「Saashaのbees fly」（2018年4月～）
- bayfm「スペシャRISE↑」(2018年1月)
- FM横浜「ACS presents Feel The Music」（2017年12月）
- FM NACK5「ラジオのアナ～ラジアナ」（2017年11月）
- FM NACK5「Hit HitHit!」（2017年11月） - 「Flapping」収録曲「fly」紹介
- FM PORT「Begin the Be金」（2017年11月） - 「Flapping」収録曲「fly」紹介
- AIR-G エフエム北海道「アーティストフラッシュ」（2017年11月）
- FM FUJI「Action」（2017年4月 - ）

### モデル
- ドン・キホーテ店頭POP（2017年）
- マイナビWEB(アイエステート株式会社)（2017年）
- マイナビWEB(株式会社ロボケン)（2017年）
- 第41回！東スポxパチンコ・パチスロ 777TOWN.net（2016年5月）
- ハイテックマルチプレックスジャパン2015イメージガール（2015年）
- マイナビWEB　一休（2015年）

### イベント
- ミス東スポ 第2回エンタメ女王決定戦（2018年12月）
- ミス東スポ 第1回エンタメ女王決定戦（2018年10月）
- 東スポカップ（2018年9月）
- アポロシアターオーディション参加（2018年9月）
- INT’L PLASTIC FAIR ブースCO（2017年11月）
- インターフェックス・ジャパン ブースCO（2017年6月）
- TOKYO PACK2016 ブースCO（2016年10月）
- アフリカ☆零年（紫藤尚世produceファッションショー）（2016年10月、赤坂BLITZ）
- ベルギービールウィークエンド@東京 CO（2016年9月）
- Xperia SNAP（2016年7月 - ）
- ボートレース平和島「第30回東京スポーツ賞」（2016年7月）
- とこなめボートレース「中京スポーツ杯争奪全日本ファイターキング決定戦」（2016年6月）
- ミス東スポ競馬大会 東スポ杯 IN 川崎競馬場（2016年5月）
- ニコ生超会議「超ウルトラ競輪」（2016年4月）[19]
- 東スポ トークショー＠名古屋競輪場 （2016年3月）
- 東スポ 映画大賞授賞式（第16回ビートたけしのエンター テインメント賞）（2016年2月）
- 東スポ プロレス大賞授賞式（2016年1月）

### LIVEイベント
- 2019年5月湘南祭2019＠サザンビーチちがさきメインステージ
- 2019年3月 新宿プリンスホテル42nd Celebration Music Night
- 2018年11月 一般社団法人日本UAS産業振興協議会（JUIDA）レセプションパーティー
- 2018年11月BLUES ALLEY JAPANにてワンマンライブ(100名規模)
- 2018年9月JamesBrounBandベーシスト、フレッドトーマスバンドにボーカル参加＠NYブルックリンライブハウス
- 2018年8月 UNiON STARS’2018（LIVE）
- 2018年2月JUIDA出展・特別協力「プレミアム・インセンティブショー」特別展示企画「ロボットワールドEXPO」
- 2017年11月 デビュー1stミニアルバム『Flapping』発売記念イベント@タワーレコード川崎店・池袋店・ダイバーシティ東京プラザ店
- 2017年11月 BLUES ALLEY JAPANにてワンマンライブ（100名規模）
- 2017年10月 ダイキンHVACソリューション東京株式会社@沖縄パーティー（350人規模のLIVE）
- 2017年8月 UNiON STARS’2017
- 2016年12月 ミス東スポ2016 Xmasライブ[20]
- 2016年11月BLUES ALLEY JAPANにてワンマンライブ（100名規模）
- 2016年10月 ダイキンHVACソリューション東京株式会社@沖縄パーティー（350名規模のワンマンLIVE）
- 2016年9月 VOM JAM!2016 Vol.2(LIVE)
- 2016年7月 モデルプレスTV音楽部～夏・音開き～[21]
- 2016年7月 四谷MebiusにてワンマンLIVE
- 2016年4月 四谷MebiusにてワンマンLIVE